# Paratetrapedia morricola
Paratetrapedia morricola är en biart som först beskrevs av Embrik Strand 1910.  Paratetrapedia morricola ingår i släktet Paratetrapedia och familjen långtungebin. Inga underarter finns listade i Catalogue of Life.